# Bithia demotica
Bithia demotica là một loài ruồi trong họ Tachinidae.